# Glenea grossepunctata
Glenea grossepunctata là một loài bọ cánh cứng trong họ Cerambycidae.